# Ngày lễ ngân hàng
Ngày lễ ngân hàng là một ngày lễ quốc gia ở Vương quốc Anh, Cộng hòa Ireland và các quốc gia phụ thuộc vào Vương quốc Anh. Thuật ngữ này đề cập đến tất cả các ngày lễ ở Vương quốc Anh, có thể được vạch ra theo quy chế, tuyên bố của hoàng gia hoặc được tổ chức theo quy ước theo thông luật.
Thuật ngữ "ngày lễ ngân hàng" đề cập đến việc các tổ chức ngân hàng thường đóng cửa để kinh doanh vào những ngày lễ như vậy, như họ đã từng làm vào những ngày lễ Thánh nhất định.